# Équipe d'Argentine de football à la Copa América 2007
L'équipe d'Argentine de football participe à sa 38e Copa América lors de l'édition 2007 qui se tient en Argentine du 26 juin 2007 au 15 juillet 2007.
Les Argentins se classent premier du groupe A puis ils éliminent successivement le Pérou en quart de finale, le Mexique en demi-finale, avant de perdre face au Brésil en finale sur le score de 3-0.

## Phase de groupes

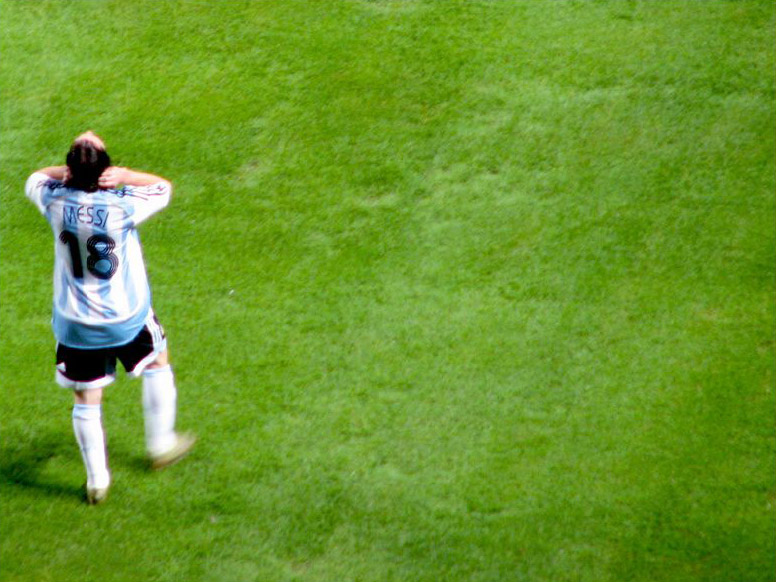
L'Argentin Lionel Messi pendant la Copa América 2007

| Team       | J | G | N | D | BP | BC | D  | Pts |
| ---------- | - | - | - | - | -- | -- | -- | --- |
| Argentine  | 3 | 3 | 0 | 0 | 9  | 3  | +6 | 9   |
| Paraguay   | 3 | 2 | 0 | 1 | 8  | 2  | +6 | 6   |
| Colombie   | 3 | 1 | 0 | 2 | 3  | 9  | −6 | 3   |
| États-Unis | 3 | 0 | 0 | 3 | 2  | 8  | −6 | 0   |

| 28 juin 2007 | Argentine                              | 4–1 | États-Unis           | Estadio José Pachencho Romero, Maracaibo                 |                                                          |
| 20:50        | Crespo 11e 60e · Aimar 76e · Tévez 84e |     | E. Johnson 9e (pen.) | Spectateurs : 34 500 Arbitrage : Carlos Chandía ( Chili) | Spectateurs : 34 500 Arbitrage : Carlos Chandía ( Chili) |
| 20:50        | (Report)                               |     |                      | Spectateurs : 34 500 Arbitrage : Carlos Chandía ( Chili) | Spectateurs : 34 500 Arbitrage : Carlos Chandía ( Chili) |

| 2 juillet 2007 | Argentine                                              | 4–2 | Colombie                      | Estadio José Pachencho Romero, Maracaibo                |                                                         |
| 20:50          | Crespo 20e (pen.) · Riquelme 34e 45e · D. Milito 90+1e |     | E. Perea 10e · Castrillón 76e | Spectateurs : 40 000 Arbitrage : Carlos Simon ( Brésil) | Spectateurs : 40 000 Arbitrage : Carlos Simon ( Brésil) |
| 20:50          | (Report)                                               |     |                               | Spectateurs : 40 000 Arbitrage : Carlos Simon ( Brésil) | Spectateurs : 40 000 Arbitrage : Carlos Simon ( Brésil) |

| 5 juillet 2007 | Argentine      | 1–0 | Paraguay | Estadio Metropolitano de Fútbol de Lara, Barquisimeto       |                                                             |
| 20:50          | Mascherano 79e |     |          | Spectateurs : 37 500 Arbitrage : Jorge Larrionda ( Uruguay) | Spectateurs : 37 500 Arbitrage : Jorge Larrionda ( Uruguay) |
| 20:50          | (Report)       |     |          | Spectateurs : 37 500 Arbitrage : Jorge Larrionda ( Uruguay) | Spectateurs : 37 500 Arbitrage : Jorge Larrionda ( Uruguay) |

### Quarts de finale
| 8 juillet 2007 | Argentine                                     | 4–0 | Pérou | Estadio Metropolitano de Fútbol de Lara, Barquisimeto   |                                                         |
| 18:50          | Riquelme 47e 85e · Messi 61e · Mascherano 75e |     |       | Spectateurs : 38 800 Arbitrage : Carlos Simon ( Brésil) | Spectateurs : 38 800 Arbitrage : Carlos Simon ( Brésil) |
| 18:50          | (Report)                                      |     |       | Spectateurs : 38 800 Arbitrage : Carlos Simon ( Brésil) | Spectateurs : 38 800 Arbitrage : Carlos Simon ( Brésil) |

### Demi-finale
| 11 juillet 2007 | Mexique  | 0–3 | Argentine                                    | Polideportivo Cachamay, Puerto Ordaz                     |                                                          |
| 20:50           |          |     | Heinze 45e · Messi 61e · Riquelme 65e (pen.) | Spectateurs : 41 600 Arbitrage : Carlos Chandía ( Chili) | Spectateurs : 41 600 Arbitrage : Carlos Chandía ( Chili) |
| 20:50           | (Report) |     |                                              | Spectateurs : 41 600 Arbitrage : Carlos Chandía ( Chili) | Spectateurs : 41 600 Arbitrage : Carlos Chandía ( Chili) |

### Finale

#### Brésil - Argentine
| 15 juillet 2007 | Brésil                                    | 3 – 0 | Argentine | Estadio José Pachencho Romero, Maracaibo         |                                                  |
| 17 h 05 UTC-4   | Baptista 4e · Ayala 40e (csc) · Alves 69e |       |           | Spectateurs : 40 000 Arbitrage : Carlos Amarilla | Spectateurs : 40 000 Arbitrage : Carlos Amarilla |
| 17 h 05 UTC-4   | (Report)                                  |       |           | Spectateurs : 40 000 Arbitrage : Carlos Amarilla | Spectateurs : 40 000 Arbitrage : Carlos Amarilla |

| Brazil | Argentina |

| GK              | 12 | Doni           | 51e |     |
| DF              | 4  | Juan           |     |     |
| DF              | 2  | Maicon         |     |     |
| DF              | 6  | Gilberto Silva | 54e |     |
| DF              | 3  | Alex           | 37e |     |
| MF              | 5  | Mineiro        |     |     |
| MF              | 17 | Josué          | 82e |     |
| MF              | 7  | Elano          |     | 34e |
| MF              | 19 | Júlio Baptista | 68e |     |
| FW              | 11 | Robinho        |     | 90e |
| FW              | 9  | Vágner Love    |     | 90e |
| Remplacements : |    |                |     |     |
| DF              | 13 | Dani Alves     |     | 34e |
| MF              | 18 | Fernando       |     | 90e |
| FW              | 10 | Diego          |     | 90e |
| Manager :       |    |                |     |     |
| Dunga           |    |                |     |     |

| GK              | 1  | Roberto Abbondanzieri |     |     |
| DF              | 8  | Javier Zanetti        |     |     |
| DF              | 6  | Gabriel Heinze        |     |     |
| DF              | 2  | Roberto Ayala         |     |     |
| DF              | 15 | Gabriel Milito        |     |     |
| MF              | 10 | Juan Román Riquelme   |     |     |
| MF              | 19 | Esteban Cambiasso     |     | 59e |
| MF              | 14 | Javier Mascherano     | 44e |     |
| MF              | 20 | Juan Sebastián Verón  |     | 67e |
| FW              | 18 | Lionel Messi          |     |     |
| FW              | 11 | Carlos Tévez          | 75e |     |
| Remplacements : |    |                       |     |     |
| MF              | 16 | Pablo Aimar           |     | 59e |
| MF              | 13 | Lucho González        |     | 67e |
| Manager :       |    |                       |     |     |
| Alfio Basile    |    |                       |     |     |

## Effectif
Une première liste de 23 joueurs constituant l'équipe d'Argentine
Sélectionneur :  Alfio Basile
| No. | Pos.      | Joueur                | Date de naissance et âge | Sélec. | Club                   |
| --- | --------- | --------------------- | ------------------------ | ------ | ---------------------- |
| 1   | Gardien   | Roberto Abbondanzieri | 19 août 1972             | 30     | Getafe CF              |
| 2   | Défenseur | Roberto Ayala         | 14 avril 1973            | 109    | Valencia CF            |
| 3   | Défenseur | Daniel Díaz           | 13 mars 1979             | 3      | Boca Juniors           |
| 4   | Défenseur | Hugo Ibarra           | 1er avril 1974           | 7      | Boca Juniors           |
| 5   | Milieu    | Fernando Gago         | 10 avril 1986            | 1      | Real Madrid CF         |
| 6   | Défenseur | Gabriel Heinze        | 19 avril 1978            | 34     | Manchester United      |
| 7   | Attaquant | Rodrigo Palacio       | 5 février 1982           | 4      | Boca Juniors           |
| 8   | Milieu    | Javier Zanetti        | 10 août 1973             | 103    | Internazionale Milano  |
| 9   | Attaquant | Hernán Crespo         | 5 juillet 1975           | 62     | Internazionale Milano  |
| 10  | Milieu    | Juan Román Riquelme   | 24 juin 1978             | 38     | Boca Juniors           |
| 11  | Attaquant | Carlos Tévez          | 5 février 1984           | 27     | West Ham United        |
| 12  | Gardien   | Juan Pablo Carrizo    | 6 mai 1984               | 5      | River Plate            |
| 13  | Milieu    | Lucho González        | 19 janvier 1981          | 33     | FC Porto               |
| 14  | Défenseur | Javier Mascherano     | 8 juin 1984              | 22     | Liverpool FC           |
| 15  | Défenseur | Gabriel Milito        | 7 septembre 1980         | 19     | Barcelona              |
| 16  | Attaquant | Pablo Aimar           | 3 novembre 1979          | 44     | Real Zaragoza          |
| 17  | Défenseur | Nicolás Burdisso      | 12 avril 1981            | 13     | Internazionale Milano  |
| 18  | Attaquant | Lionel Messi          | 24 juin 1987             | 14     | Barcelona              |
| 19  | Milieu    | Esteban Cambiasso     | 18 août 1980             | 28     | Internazionale Milano  |
| 20  | Milieu    | Juan Sebastián Verón  | 9 mars 1975              | 58     | Estudiantes La Plata   |
| 21  | Attaquant | Diego Milito          | 12 juin 1979             | 10     | Real Zaragoza          |
| 22  | Gardien   | Agustín Orión*        | 26 juin 1981             | 1      | San Lorenzo de Almagro |
| 23  | Défenseur | Clemente Rodríguez    | 31 juillet 1981          | 33     | Boca Juniors           |

- * Remplacé par Óscar Ustari le 18 juin 2007 à cause d'une blessure.

### Buteurs
| Pos | Joueur              | Pays      | Buts |
| --- | ------------------- | --------- | ---- |
| 1   | Juan Román Riquelme | Argentine | 5    |
| 2   | Hernán Crespo       | Argentine | 3    |
| 3   | Javier Mascherano   | Argentine | 2    |
| 3   | Lionel Messi        | Argentine | 2    |
| 5   | Pablo Aimar         | Argentine | 1    |
| 5   | Gabriel Heinze      | Argentine | 1    |
| 5   | Diego Milito        | Argentine | 1    |
| 5   | Carlos Tévez        | Argentine | 1    |

## Navigation